# 中央セントラルガス
中央セントラルガス株式会社（ちゅうおうせんとらるがす）は栃木県小山市花垣町に本社を置く、プロパンガスを主力とするエネルギー販売会社である。セントラル石油瓦斯グループの中核企業である。
現在、栃木県、埼玉県、神奈川県、山梨県、静岡県に営業所を展開している。
シンボルマークは緑地の家の真ん中にハートマークがあり右手に「暮らしの真ん中にいつも。セントラルガス」となっている。

## 沿革
- 1979年 東日本産業設立。
- 1986年 埼玉セントラルガスに商号変更。
- 2001年 セントラルガス（神奈川県）を合併し、セントラルガスに商号変更。
- 2002年 栃木セントラルガスとつくばセントラルガスを合併し、東京都中央区八丁堀のセントラル石油瓦斯本社内に移転。
- 2003年 ISO 14001を取得。静岡セントラルガス、福島セントラルガス、カサイセントラルガスの3社を合併し、販売事業登録を経済産業局から経済産業省に変更する。
- 2004年 栃木県小山市花垣町のセントラル石油瓦斯栃木支店内に本店を移転。
- 2005年 愛知瓦斯を合併。
- 2007年 福島セントラルガスを再度分離する。
- 2008年 中央セントラルガスに商号変更。

## 営業所
- 本社 - 栃木県小山市
- 営業所
  - 栃木県
    - 小山営業所
    - 宇都宮営業所
    - 那須営業所 - 那須塩原市
    - 高根沢営業所

  - 神奈川県
    - 湘南営業所 - 平塚市
    - 相模原営業所 - 相模原市南区
    - 横須賀営業所
    - 秦野営業所

  - 山梨県
    - 南山梨出張所 - 南巨摩郡南部町

  - 静岡県
    - 静清営業所 - 静岡市清水区
    - 浜松営業所 - 浜松市中央区
    - 富士営業所
    - 焼津営業所
    - 遠州営業所 - 袋井市

## 関連会社
- セントラル石油瓦斯株式会社
- 北海道セントラルガス株式会社
- イワタニセントラル東北株式会社
- 福島セントラルガス株式会社
- 富山セントラルガス株式会社
- 長島セントラルガス株式会社
- 株式会社セントラルガスセンター